# Казанское (Тверская область)
Каза́нское — деревня в Бологовском районе Тверской области, входит в состав Кемецкого сельского поселения.

## География
Деревня находится в северной части Тверской области, на берегах реки Кемка, на расстоянии приблизительно 21 км к северо-востоку от города Бологое, административного центра района.

### Часовой пояс
Деревня Казанское, как и вся Тверская область, находится в часовой зоне МСК (московское время). Смещение применяемого времени относительно UTC составляет +3:00.

## История
Деревня впервые отмечена на карте 1847 года. В 1909 году насчитывалось 2 двора, проживало 11 человек.

## Население
| 2010 |
| ---- |
| 14   |

### Национальный состав
Согласно результатам переписи 2002 года, в национальной структуре населения русские составляли 100 % из 17 чел.